# Jane Krakowski
Jane Krakowski (Parsippany-Troy Hills, 11 ottobre 1968) è un'attrice e doppiatrice statunitense, vincitrice di un Tony Award, due Drama Desk Awards e conosciuta per i suoi ruoli nelle serie televisive Ally McBeal, 30 Rock e Unbreakable Kimmy Schmidt.

## Biografia

### Cinema
Jane Krakowski ha preso parte a diversi film come National Lampoon's Vacation, Attrazione fatale, in cui è la tata della figlia del personaggio di Michael Douglas, I Flintstones in Viva Rock Vegas dove interpretava Betty Rubble, Marci X, Alfie con Jude Law, Pretty Persuasion al fianco di Evan Rachel Wood, Go - Una notte da dimenticare, che vede nel cast anche Sarah Polley, Katie Holmes e Timothy Olyphant, Aiuto vampiro, Dance with Me, È arrivato Zachary, A Christmas Carol insieme a Jennifer Love Hewitt.

### Teatro
A soli 18 anni è nel cast della produzione di Broadway Starlight Express. Nel 1989 ha fatto parte del cast del musical di Broadway Grand Hotel, per il quale riceve una nomination ai Tony Awards e per il quale ha inciso il singolo I Want to go to Hollywood contenuto nell'album del musical. Nel 2000 Jane ha vinto agli American Comedy Awards. Nel 1995 recita nel musical Company e nel 1996 è al fianco di Sarah Jessica Parker in Once Upon a Mattress a Broadway. Nel 2003 ha partecipato a Nine a Broadway per il quale ha vinto ai Tony Awards come migliore attrice. Nel 2005 con Ewan McGregor è andata in scena al Piccadilly Theatre a Londra con Guys and Dolls per il quale vince un Olivier Award. Nel 2009 recita nella produzione del New York City Center Damn Yankees! con Sean Hayes e Cheyenne Jackson e nel 2016 torna a Broadway nel musical She Loves Me con Laura Benanti, Gavin Creel e Zachary Levi, per il quale vince il Drama Desk Award e viene nominata a un Tony Award a tredici anni dalla vittoria per Nine.

### Televisione
Debutta nella soap opera Aspettando il domani per il quale riceve una nomination agli Emmy. Recita in Ultime dal cielo ed è quindi nel cast della serie TV acclamata da critica e pubblico Ally McBeal in cui interpreta l'invadente segretaria Elaine, ruolo che le porta una nomination al Golden Globe come miglior attrice non protagonista. Appare quindi in Everwood e nel ruolo di serial killer in Law & Order - Unità vittime speciali. È stata tra i protagonisti della serie tv 30 Rock, al fianco di Tina Fey e Alec Baldwin, ed è nel cast della nuova serie tv di Netflix Unbreakable Kimmy Schmidt, creata e co-prodotta dalla Fey e da Robert Carlock.

## Vita privata
È stata fidanzata dal 2009 al 2013 con Robert Godley, da cui ha avuto un figlio, Bennett, nato il 13 aprile 2011.

## Filmografia

### Cinema
- National Lampoon's Vacation, regia di Harold Ramis (1983)
- Attrazione fatale (Fatal Attraction), regia di Adrian Lyne (1987)
- A scuola di ballo (Stepping Out), regia di Lewis Gilbert (1991)
- Scambio di identità (Mrs. Winterbourne), regia di Richard Benjamin (1996)
- Hudson River Blues, regia di Nell Cox (1997)
- Dance with Me, regia di Randa Haines (1998)
- Go - Una notte da dimenticare (Go), regia di Doug Liman (1999)
- I Flintstones in Viva Rock Vegas (The Flintstones in Viva Rock Vegas), regia di Brian Levant (2000)
- Marci X, regia di Richard Benjamin (2003)
- È arrivato Zachary (When Zachary Beaver Came to Town), regia di John Schultz (2003)
- Alfie, regia di Charles Shyer (2004)
- Pretty Persuasion, regia di Marcos Siega (2005)
- The Rocker - Il batterista nudo (The Rocker), regia di Peter Cattaneo (2008)
- Kit Kittredge: An American Girl, regia di Patricia Rozema (2008)
- Aiuto vampiro (Cirque du Freak: The Vampire's Assistant), regia di Paul Weitz (2010)
- Adult Beginners, regia di Ross Katz (2014)
- I segreti di Big Stone Gap (Big Stone Gap), regia di Adriana Trigiani (2014)
- Pixels, regia di Chris Columbus (2015)
- Il tuo Natale o il mio 2 (Your Christmas or Mine 2), regia di Jim O'Hanlon (2023)

### Televisione
- ABC Weekend Specials – serie TV, episodio 6x03 (1983)
- No Big Deal, regia di Robert Charlton – film TV (1983)
- Aspettando il domani (Search for Tomorrow) – soap opera, 3 episodi (1984-1986)
- When We Were Young, regia di Daryl Duke – film TV (1989)
- Destini (Another World) – soap opera, 9 episodi (1989)
- Against the Law – serie TV, episodio 1x16 (1991)
- Women & Men 2, regia di Walter Bernstein, Mike Figgis, Kristi Zea – film TV (1991)
- Queen – miniserie TV, prima parte (1993)
- Le avventure del giovane Indiana Jones (The Young Indiana Jones Chronicles) – serie TV, episodio 2x05 (1993)
- Due South – serie TV, episodio 1x18 (1995)
- Ultime dal cielo (Early Edition) – serie TV, episodio 1x03 (1996)
- Ally McBeal – serie TV, 112 episodi (1997-2002)
- Ally – serie TV, 12 episodi (1999)
- Just a Walk in the Park, regia di Steven Schachter – film TV (2002)
- Everwood – serie TV, episodi 1x06-1x16 (2002-2003)
- Hack – serie TV, episodio 2x17 (2004)
- Law & Order - Unità vittime speciali (Law & Order: Special Victims Unit) – serie TV, episodio 5x23 (2004)
- A Christmas Carol, regia di Arthur Allan Seidelman – film TV (2004)
- Mom at Sixteen, regia di Peter Werner – film TV (2005)
- 30 Rock – serie TV, 137 episodi (2006-2013)
- A Muppets Christmas: Letters to Santa, regia di Kirk R. Thatcher – film TV (2008)
- Modern Family – serie TV, 3 episodi (2014-2018)
- Unbreakable Kimmy Schmidt – serie TV, 51 episodi (2015-2019)
- Younger – serie TV, episodio 1x06 (2015)
- Dickinson – serie TV, 30 episodi (2019-2021)
- Unbreakable Kimmy Schmidt - Kimmy vs il Reverendo (Unbreakable Kimmy Schmidt: Kimmy vs the Reverend), regia di Claire Scanlon – film TV (2020)
- Schmigadoon! – serie TV, 10 episodi (2021-2023)
- Elsbeth – serie TV, episodio 1x02 (2024)

### Doppiatrice
- CatDog – serie TV, episodi 3x02-3x12 (2000-2005)
- CatDog: The Great Parent Mystery, regia di Peter Hannan – film TV (2001)
- L'era glaciale (Ice Age), regia di Carlos Saldanha e Chris Wedge (2002)
- Rocket Power – serie TV, episodi 3x07-3x19 (2002-2004)
- Boog & Elliot a caccia di amici (Open Season), regia di Roger Allers e Jill Culton (2006)
- Boog & Elliot 2 (Open Season 2), regia di Matthew O'Callaghan, Todd Wilderman (2008)
- I Simpson (The Simpsons) – serie TV, episodio 24x20 (2014)
- American Dad – serie TV, episodio 11x01 (2014)

### Videoclip
- Surrender My Heart di Carly Rae Jepsen (2022)

## Teatro
- A Little Night Music, colonna sonora di Stephen Sondheim, libretto di Hugh Wheeler, regia di Fran Soeder. Church of the Heavenly Rest di New York (1981)
- Starlight Express, colonna sonora di Andrew Lloyd Webber, libretto di Richard Stilgoe, regia di Trevor Nunn. Gershwin Theatre di Broadway (1987)
- Grand Hotel, colonna sonora di Robert Wright, George Forrest e Maury Yeston, libretto di Luther Davis, regia di Tommy Tune. Al Hirschfeld Theatre di Broadway (1989)
- 1776, colonna sonora di Sherman Edwards, libretto di Peter Stone, regia di Peter H. Hunt. Williamstown Theatre Festival di Williamstown (1991)
- Picnic di William Inge, regia di Kevin Dowling. Williamstown Theatre Festival di Williamstown (1991)
- Face Value, colonna sonora e libretto di David Henry Hwang, regia di Jerry Zaks. Cort Theatre di Broadway (1993)
- Company, colonna sonora di Stephen Sondheim, libretto di George Furth, regia di Scott Ellis. Criterion Center Stage Right di Broadway (1995)
- One Touch of Venus, libretto di Ogden Nash e S. J. Perelman, colonna sonora di Kurt Weill, regia di Leonard Foglia. New York City Center di New York (1996)
- Il Tartuffo di Molière, regia di David Saint. Circle in the Square Theatre di Broadway (1996)
- Once Upon a Mattress, colonna sonora di Mary Rodgers, testi di Marshall Barer, libretto di Jay Thompson e Dean Fuller, regia di Gerald Gutierrez. Broadhurst Theatre di Broadway (1996)
- Mack and Mabel, colonna sonora di Jerry Herman, libretto di Michael Stewart, regia di Arthur Allan Seidelman. Freud Playhouse di Los Angeles (2000)
- Nine, colonna sonora di Maury Yeston, libretto di Arthur Kopit, regia di David Laveaux. Eugene O'Neill Theatre di Broadway (2003)
- Guys and Dolls, colonna sonora di Frank Loesser, libretto di Jo Swerling e Abe Burrows, regia di Michael Grandage. Piccadilly Theatre di Londra (2005)
- Damn Yankees, colonna sonora di Richard Adler e Jerry Ross, libretto di George Abbott e Douglas Wallop, regia di John Rando. New York City Center di New York (2008)
- She Loves Me, colonna sonora di Jerry Bock, testi di Sheldon Harnick, libretto di Joe Masteroff, regia di Scott Ellis. Studio 54 di Broadway (2016)
- Here We Are, colonna sonora di Stephen Sondheim, libretto di David Ives, regia di Joe Mantello. National Theatre di Londra (2025)

## Riconoscimenti
- Golden Globe
  - 1999 – Candidatura alla miglior attrice non protagonista in una serie per Ally McBeal

- Critics' Choice Televisione Awards
  - 2011 – Candidatura alla miglior attrice non protagonista in una serie tv commedia per 30 Rock
  - 2016 – Miglior attrice non protagonista in una serie tv commedia per Unbreakable Kimmy Schmidt

- Drama Desk Award
  - 1990 – Candidatura alla miglior attrice non protagonista in un musical per Grand Hotel
  - 2003 – Miglior attrice non protagonista in un musical per Nine
  - 2016 – Miglior attrice non protagonista in un musical per She Loves Me

- Premio Emmy
  - 2009 – Candidatura alla miglior attrice non protagonista in una serie comica per 30 Rock
  - 2010 – Candidatura alla miglior attrice non protagonista in una serie comica per 30 Rock
  - 2011 – Candidatura alla miglior attrice non protagonista in una serie comica per 30 Rock
  - 2013 – Candidatura alla miglior attrice non protagonista in una serie comica per 30 Rock
  - 2015 – Candidatura alla miglior attrice non protagonista in una serie comica per Unbreakable Kimmy Schmidt

- Premio Laurence Olivier
  - 2006 – Migliore attrice in un musical per Guys and Dolls

- Satellite Award
  - 2001 – Candidatura alla miglior attrice in una serie commedia o musicale per Ally McBeal

- Screen Actors Guild Award
  - 1998 – Candidatura per il miglior cast in una serie commedia per Ally McBeal
  - 1999 – Miglior cast in una serie commedia per Ally McBeal
  - 2000 – Candidatura per il miglior cast in una serie commedia per Ally McBeal
  - 2001 – Candidatura per il miglior cast in una serie commedia per Ally McBeal
  - 2008 – Candidatura per il miglior cast in una serie commedia per 30 Rock
  - 2009 – Miglior cast in una serie commedia per 30 Rock
  - 2010 – Candidatura per il miglior cast in una serie commedia per 30 Rock
  - 2011 – Candidatura per il miglior cast in una serie commedia per 30 Rock
  - 2012 – Candidatura per il miglior cast in una serie commedia per 30 Rock
  - 2013 – Candidatura per il miglior cast in una serie commedia per 30 Rock
  - 2014 – Candidatura per il miglior cast in una serie commedia per 30 Rock

- Tony Award
  - 1990 – Candidatura alla miglior attrice non protagonista in un musical per Grand Hotel
  - 2003 – Miglior attrice non protagonista in un musical per Nine
  - 2016 – Candidatura alla miglior attrice non protagonista in un musical per She Loves Me

## Doppiatrici italiane
Nelle versioni in italiano delle opere in cui ha recitato, Jane Krakowski è stata doppiata da:
- Barbara De Bortoli in Dance with Me, 30 Rock, Modern Family (ep. 5x12)
- Giò Giò Rapattoni ne I Flintstones in Viva Rock Vegas, Pixels, Dickinson
- Cristiana Lionello in National Lampoon's Vacation, Aspettando il domani
- Stella Musy in Unbreakable Kimmy Schimdt, Unbreakable Kimmy Schmidt - Kimmy vs il Reverendo
- Rossella Acerbo in Alfie, Aiuto vampiro
- Francesca Manicone in Kit Kittredge: An American Girl
- Alessandra Karpoff in Ally McBeal
- Sabine Cerullo in The Rocker - Il batterista nudo
- Silvia Tognoloni in Everwood

Da doppiatrice è sostituita da:
- Stella Musy in L'era glaciale
- Roberta Greganti in Boog e Elliott a caccia di amici
- Alessandra Korompay in Boog & Elliot 2
- Roberta Pellini in BoJack Horseman
- Gemma Donati in Rapunzel: La serie
- Paola Majano ne La famiglia Willoughby
- Jolanda Granato in My Little Pony: una nuova generazione